# Bergens väktare
Bergens väktare (engelsk originaltitel "Bones of the hills"), är den tredje boken om Djingis och Kublai Khan i serien Erövraren av Conn Iggulden. Den publicerades den 1 september 2008 i England och en svensk översättning utgavs 2009.

## Handling
Djinghis Khan har enat alla mongoliska stammar, passerat den vida Gobiöknen, passerat de höga bergen och erövrat det mäktiga landet Kina och nu är han inriktad på att ta över Iran och Irak väster om hans land. Med sina bröder och söner som generaler har han samlat den största armén i hela Mongoliets historia. Denna bok är baserad på fakta böcker åtminstone om man vill tro på boken.